# 아 마스

아 마스(스페인어: A Más)는 멕시코의 텔레비전 네트워크이다.